# Haplacarus pandanus
Haplacarus pandanus är en kvalsterart som beskrevs av Sengbusch 1982. Haplacarus pandanus ingår i släktet Haplacarus och familjen Lohmanniidae. Inga underarter finns listade i Catalogue of Life.